# Stonewall, North Carolina
Stonewall är en kommun (town) i Pamlico County i North Carolina. Vid 2010 års folkräkning hade Stonewall 281 invånare.